# Mạng lưới Haqqani
Mạng lưới Haqqani là một nhóm nổi dậy du kích Afghanistan sử dụng chiến tranh phi đối xứng để chiến đấu chống lại các lực lượng NATO do Mỹ đứng đầu và chính phủ Afghanistan. Maulvi Jalaluddin Haqqani và con trai ông là Sirajuddin Haqqani là lãnh đạo nhóm này. Nhóm này là một nhánh của Taliban.
Mạng lưới Haqqani đã cam kết trung thành với Taliban vào năm 1995, và đã trở thành một chi nhánh ngày càng gắn kết với Taliban kể từ đó. Trong quá khứ, các thủ lĩnh Taliban và Haqqani đã phủ nhận sự tồn tại của "mạng lưới", coi mạng lưới này không khác gì Taliban.
Trong những năm 1980, mạng lưới Haqqani là một trong những nhóm du kích chống Liên Xô do CIA tài trợ được chính quyền Reagan ủng hộ nhất. Năm 2012, Hoa Kỳ chỉ định mạng lưới Haqqani là một tổ chức khủng bố. Năm 2015, Pakistan cũng đã cấm mạng lưới Haqqani như một phần của Kế hoạch Hành động Quốc gia.

## Từ nguyên
Từ "Haqqani" xuất phát từ Darul Uloom Haqqania, một Madrassa ở Pakistan với sự tham gia của Jalaluddin Haqqani.

## Học thuyết và mục tiêu
Các giá trị gốc rễ của mạng lưới Haqqani là tinh thần dân tộc và tôn giáo. Mạng lưới này liên kết về mặt tư tưởng với Taliban, vốn có mục tiêu xóa bỏ ảnh hưởng của phương Tây và biến Afghanistan thành một quốc gia tuân theo sharia nghiêm ngặt. Điều này đã được minh chứng trong chính phủ được thành lập sau khi quân đội Liên Xô bị đánh đuổi khỏi Afghanistan. Cả hai nhóm trên đều có mục tiêu chung là làm gián đoạn các nỗ lực chính trị và quân sự của phương Tây ở Afghanistan và đuổi họ ra khỏi nước này vĩnh viễn. Hiện tại, nhóm này yêu cầu các Lực lượng Hoa Kỳ và Liên quân, bao gồm hầu hết các Quốc gia NATO, rút khỏi Afghanistan và không còn can thiệp vào chính trị hoặc hệ thống giáo dục của các quốc gia Hồi giáo.

## Lịch sử
Jalaluddin Haqqani gia nhập Hezb-i Islami Khalis vào năm 1978 và trở thành một mujahid ở Afghanistan. Nhóm Haqqani gồm các cá nhân của ông được Cơ quan Tình báo Trung ương Hoa Kỳ (CIA) và Cơ quan Tình báo Liên ngành của Pakistan (ISI) nuôi dưỡng trong Chiến tranh Xô-Afghanistan những năm 1980.

### Gia đình Haqqani
Gia đình Haqqani đến từ đông nam Afghanistan và thuộc về Gia tộc Mezi của bộ tộc Zadran Pashtun. Jalalludin Haqqani nổi lên như một nhà lãnh đạo quân sự cấp cao trong thời kỳ Liên Xô chiếm đóng Afghanistan. Giống như Gulbuddin Hekmatyar, Haqqani thành công hơn các nhà lãnh đạo kháng chiến khác nhờ xây dựng các mối quan hệ với các tổ chức nước ngoài sẵn sàng tài trợ hoạt động kháng chiến chống Liên Xô, trong đó có CIA, Cơ quan Tình báo Liên ngành của Pakistan (ISI), và các nhà tài trợ tư nhân Ả Rập giàu có từ Vịnh Ba Tư.

### Chi nhánh của Al-Qaeda
Jalaluddin Haqqani chỉ huy Quân đội Mujahideen từ năm 1980–1992 và có công trong việc tuyển dụng các chiến binh nước ngoài. Các chiến binh thánh chiến đáng chú ý là hai người Ả Rập nổi tiếng, Abdullah Azzam và Osama bin Laden, cả hai đều bắt đầu sự nghiệp của mình với tư cách tình nguyện viên cho lực lượng Haqqani và được huấn luyện để chống lại Liên Xô. Nói cách khác, Al-Qaeda và mạng lưới Haqqani đã phát triển cùng nhau, và hai nhóm này vẫn gắn bó với nhau trong suốt lịch sử của mình và vẫn như vậy cho đến ngày nay. Mối quan hệ của mạng lưới Haqqani với Al-Qaeda có từ khi thành lập AQ. Sự khác biệt đáng kể giữa hai tổ chức là Al-Qaeda theo đuổi các mục tiêu toàn cầu bằng cách sử dụng các phương tiện toàn cầu; trong khi Haqqani chỉ quan tâm đến Afghanistan và các vùng của Bộ lạc Pashtun. Jalaluddin Haqqani quan tâm đến ảnh hưởng của Luật Hồi giáo đối với Afghanistan hơn là Jihad toàn cầu nhưng mạng lưới của ông luôn nhận thức đầy đủ về ý định và mục tiêu của Al-Qaeda.
Hai nhóm này gắn bó với nhau về chiến thuật, chiến lược và chủ nghĩa cực đoan Hồi giáo; J. Haqqani nhận ra tầm quan trọng của "các quyết định pháp lý Hồi giáo nền tảng của Azzam tuyên bố cuộc thánh chiến Afghanistan là một nghĩa vụ ràng buộc toàn cầu và cá nhân đối với tất cả người Hồi giáo trên toàn thế giới." Mặc dù nhiều nhà lãnh đạo Hồi giáo đã yêu cầu viện trợ từ các quốc gia Ả Rập giàu có về dầu mỏ vào năm 1978 khi Cộng sản Afghanistan với sự hậu thuẫn của Liên Xô đánh chiếm Kabul. J. Haqqani là nhà lãnh đạo Kháng chiến Hồi giáo Afghanistan duy nhất cũng yêu cầu các chiến binh Hồi giáo nước ngoài, và là nhóm duy nhất chào đón những người không phải Afghanistan vào hàng ngũ của mình. Do đó, "liên kết nó với các cuộc đấu tranh Jihad rộng lớn hơn và tạo ra cái được gọi là chủ nghĩa thánh chiến toàn cầu trong thập kỷ sau đó." Việc mạng lưới Haqqani sử dụng các nhà tài chính Ả Rập Xê Út và các nhà đầu tư Ả Rập khác trong sứ mệnh của mình đã làm nổi bật rõ ràng sự hiểu biết của các nhóm về thánh chiến toàn cầu. Một điểm khác biệt chính giữa mạng lưới Haqqani và Al-Qaeda là phạm vi ảnh hưởng mà cả hai đều tìm cách kiểm soát. Al-Qaeda là toàn cầu, còn Haqqani là khu vực.

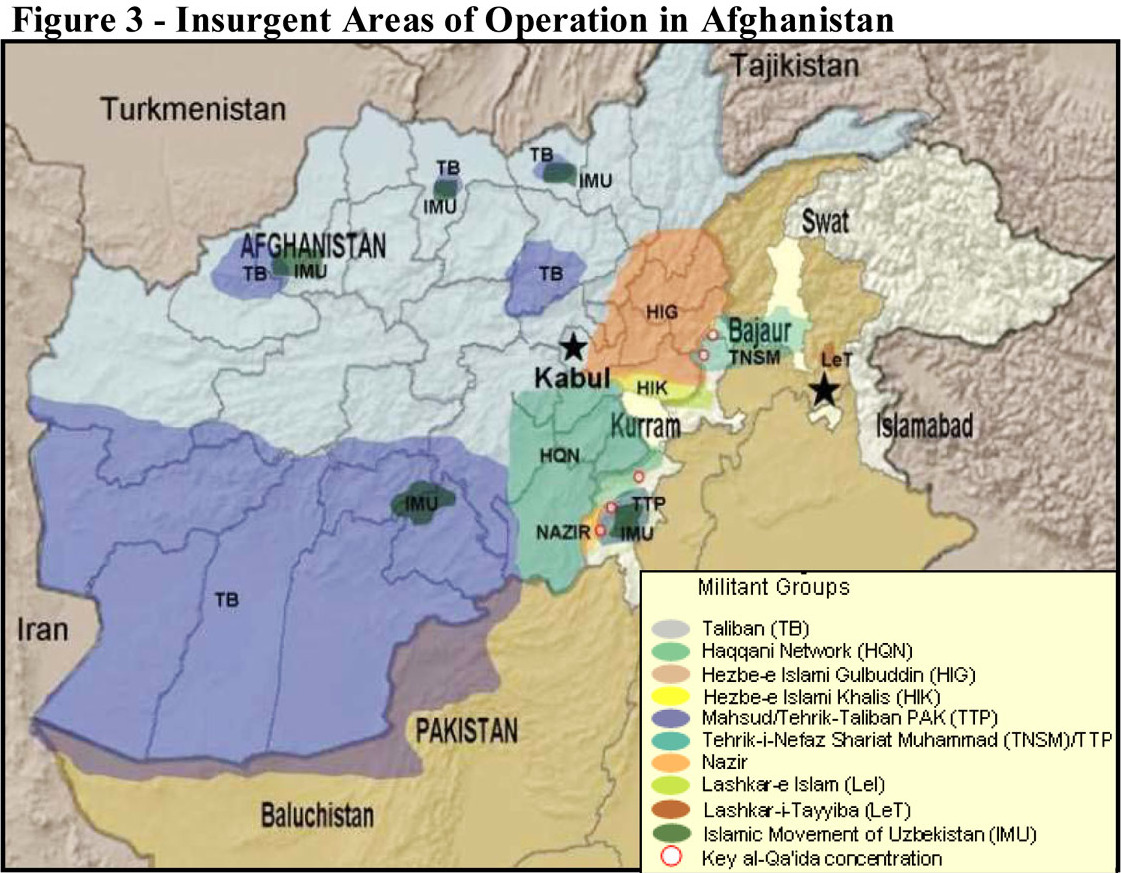
Các vùng nổi dậy ở Afghanistan và các vùng biên giới của Pakistan, tính đến năm 2010

Nhiều nguồn tin cho rằng Jalaluddin Haqqani và các lực lượng của ông ta  đã hỗ trợ Al-Qaeda tẩu thoát vào nơi trú ẩn an toàn ở Pakistan. Xem xét mức độ chặt chẽ của hai nhóm được gắn kết với nhau, việc giúp đỡ nhau này là tự nhiên. Có nhiều tài liệu chứng minh rằng mạng lưới Haqqani đã hỗ trợ Al-Qaeda thiết lập các nơi trú ẩn an toàn. Nhà phân tích Peter Bergen lập luận quan điểm này trong cuốn sách "Trận chiến cho Tora Bora" Đánh giá khả năng và số lượng tài sản Quân sự của Hoa Kỳ tập trung vào một khu vực nhỏ như vậy, giả thuyết rằng Mạng lưới Haqqani hỗ trợ trong cuộc chạy trốn có vẻ hợp lý. Bất kể chính xác những gì đã xảy ra ở những ngọn núi đó, người Haqqani đã đóng một vai trò nào đó. Và những hành động của họ trong việc cung cấp nơi trú ẩn an toàn cho Al-Qaeda và Osama Bin Laden cho thấy sức mạnh của mối quan hệ giữa hai nhóm và Haqqani có vai trò hoặc hiểu rõ về cuộc chạy trốn của Al-Qaeda và Bin Laden.
Vào ngày 26 tháng 7 năm 2020, một báo cáo của Liên Hợp Quốc cho biết nhóm Al Qaeda vẫn đang hoạt động tại 12 tỉnh ở Afghanistan và thủ lĩnh của nhóm này là al-Zawahiri vẫn đang đóng tại quốc gia này, và Nhóm giám sát của Liên Hợp Quốc đã ước tính rằng tổng số các chiến binh Al Qaeda ở Afghanistan là "từ 400 đến 600 người và giới lãnh đạo duy trì liên hệ chặt chẽ với Mạng lưới Haqqani và vào tháng 2 năm 2020", al-Zawahiri đã gặp Yahya Haqqani, người liên hệ chính của Mạng lưới Haqqani với Al Qaeda kể từ giữa năm 2009, để thảo luận cách hợp tác".

### Liên kết với Taliban
Các chiến binh thánh chiến nước ngoài đã công nhận mạng lưới này như một thực thể riêng biệt ngay từ năm 1994, nhưng Haqqani không liên kết với Taliban cho đến khi họ chiếm được Kabul và nắm quyền kiểm soát trên thực tế đối với Afghanistan vào năm 1996. Sau khi Taliban lên nắm quyền, Haqqani đã chấp nhận bổ nhiệm cấp nội các làm Bộ trưởng Bộ tộc. Sau cuộc xâm lược Afghanistan do Mỹ dẫn đầu vào năm 2001 và cuộc lật đổ chính quyền Taliban sau đó, người Haqqanis đã chạy trốn đến các khu vực bộ lạc giáp biên giới của Pakistan và tập hợp lại để chiến đấu chống lại các lực lượng liên minh trên khắp biên giới. Khi Jalaluddin đã lớn, con trai ông là Sirajuddin đã đảm nhận trách nhiệm điều hành các hoạt động quân sự. Nhà báo Syed Saleem Shahzad đưa tin Tổng thống Hamid Karzai đã mời  anh cả Haqqani giữ chức Thủ tướng trong nỗ lực đưa Taliban "ôn hòa" tham gia vào chính phủ vào năm 2002. Tuy nhiên, lời đề nghị này đã bị Jalaluddin từ chối.

### Hoa Kỳ
Theo các chỉ huy quân đội Mỹ, đây là "mạng lưới kẻ thù kiên cường nhất" và là một trong những mối đe dọa lớn nhất đối với lực lượng NATO do Mỹ dẫn đầu và chính phủ Afghanistan trong cuộc chiến ở Afghanistan hiện nay. Nó cũng là mạng lưới gây chết người nhiều nhất ở Afghanistan. Hiện tại, Hoa Kỳ đang trao thưởng cho thông tin dẫn đến việc bắt giữ được thủ lĩnh Sirajuddin Haqqani của nhóm này, với số tiền là 5 triệu đô la Mỹ.